# Bathycuma okinawaense
Bathycuma okinawaense är en kräftdjursart som beskrevs av Gamo 1989. Bathycuma okinawaense ingår i släktet Bathycuma och familjen Bodotriidae. Inga underarter finns listade i Catalogue of Life.